# 渡邊溫斗
渡边温斗（： Watanabe Haruto，2004年4月5日—），是在韓國發展的日本籍男歌手，為YG娛樂旗下男子組合TREASURE成員之一。在隊內擔任Rapper、門面。2018年11月參加選秀節目《YG寶石盒》，最終獲得Rap定位組第一名出道資格，同時也為YG旗下第一位出道的日本人。2020年8月7日以TREASURE團體出道。

## 經歷
一家人都是YG旗下藝人組合BIGBANG的粉絲，看完演唱會後萌生想成為像前輩一樣帥氣的藝人的想法，進而以BIGBANG為目標，於2016年透過徵選進入YG JAPAN。
與同組合成員YOSHI為同天進入公司。

### 2018年
2018年11月參加YG選秀節目《YG寶石盒》，為J team成員，於第一集尾登場。

### 2019年
2019年1月18日，以RAP組第一名的成績成為TREASURE第一個公佈的成員，同時也是YG旗下第一位出道的日本籍藝人。

### 2020年
2020年1月6日，YG宣佈團體重整為12人，並以TREASURE團體名稱出道。
2020年8月7日，發行主打歌《BOY》正式出道。

### 2023年
時常有因為韓語說太好而被誤認是韓國人的情況發生

## 音樂作品
韓國音樂著作權協會登記編號為10028268 （页面存档备份，存于）。